# Itil
Pour l’article homonyme, voir ITIL.

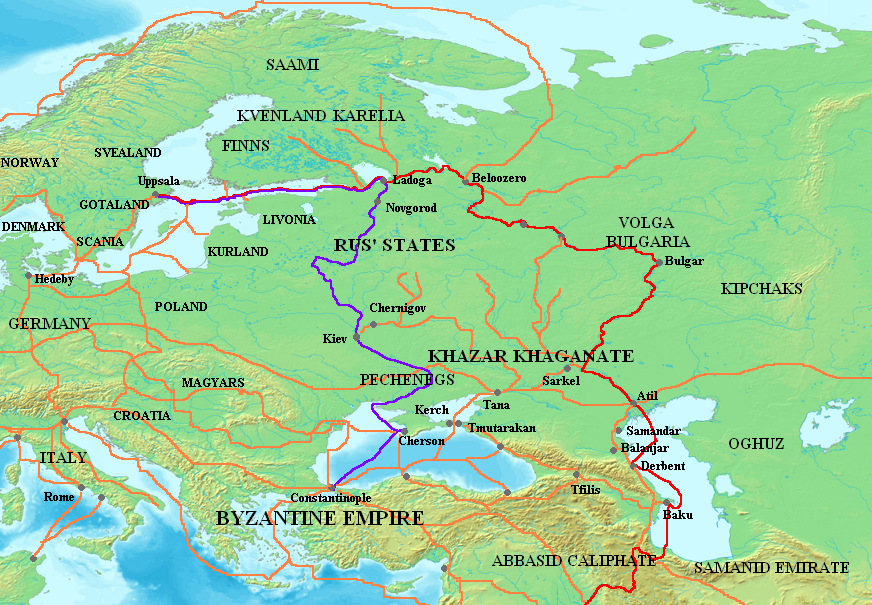
Carte montrant les principales routes commerciales varègues : la route de la Volga (en rouge) et les routes des Varègues aux Grecs (en violet). Les autres routes utilisées du sont en orange.

Itil ou İtil (turc : İtil; cf. (zh) A-de Shui), ou Atil, était la capitale de la Khazarie du VIIIe au XIe siècle. La ville était située près de la ville moderne d'Astrakhan, sur le delta de la Volga, en amont de la mer Caspienne. 
Itil désigne aussi le fleuve Volga en langues turques, le mot itil signifiant « grande rivière ».

## Histoire
Après la défaite des Khazars dans la seconde guerre arabo-khazare, Itil devient la capitale de la Khazarie. L'empire Khazar n'ayant pas laissé de sources écrites, on connait son nom par des sources arabes qui l'appellent Khamlij au IXe siècle et Itil au Xe.
À son apogée, la ville était un centre commercial important et était divisée en trois quartiers : sur la rive ouest de la Volga, entre les deux cours de la Volga dans le delta et sur la rive est de la Volga. La partie ouest de la ville abritait le centre administratif de la ville, le tribunal et une imposante garnison. La partie est, construite ultérieurement servait de centre commercial de la ville, avec de nombreuses boutiques et des bains publics. Les palais du Khagan et du Khagan Bek trônaient sur une île située entre les deux jambes de la Volga. L'île était connectée à une des deux autres parties de la ville par un pont. Selon certaines sources arabes, la partie ouest de la ville portait le nom d'Itil alors que la partie est celui de Khazaran.
Itil était une ville où cohabitaient de nombreuses confessions : le khagan était juif comme la grande majorité des Khazars convertis au judaïsme en l'an 838, mais il y avait aussi des chrétiens, des chamanistes et des païens. L'importance commerciale de la ville attirait des marchands de nationalités diverses. Toutes les confessions avaient leurs lieux de culte et sept juges étaient nommés pour résoudre les querelles entre les habitants (deux chrétiens, deux juifs, deux musulmans et un païen).

## Disparition
Sviatoslav Ier de Kiev pille et détruit Itil en 968 ou 969. Ibn Hawqal et al-Muqaddasi font mention d'Itil après 969 ce qui semble indiquer que la ville aurait été reconstruite. Al-Biruni (au début des années 1000) rapporte qu'Itil était encore en ruine et ne parle pas de la ville de Saqsin qui sera construite ultérieurement dans la région. Il est possible que la nouvelle Itil ait été détruite au milieu de XIe siècle.

## Redécouverte
Pendant très longtemps, aucune recherche archéologique n'a pu trouver les restes d'Itil, une des hypothèses étant que la montée de la mer Caspienne a détruit les restes de la ville. Toutefois, depuis 2003, l'archéologue russe Dmitri Vassiliev, de l'Université d'Astrakhan, mène une série d'excavations près du village de Samosdelka (Самосделка), situé à 40 kilomètres au sud d'Astrakhan, dans le delta de la Volga et, en septembre 2008, son équipe a confirmé avoir retrouvé là les ruines d'Itil. Plus d'une décennie plus tard, Damir Soloviov, le directeur adjoint de l'organisation scientifique Archéocentre, a proposé que le site de Semibugry (Семибугры), également situé dans le delta de la Volga, pourrait être les vestiges archéologiques d'Atil, plutôt que de Samosdelka.

## Galerie

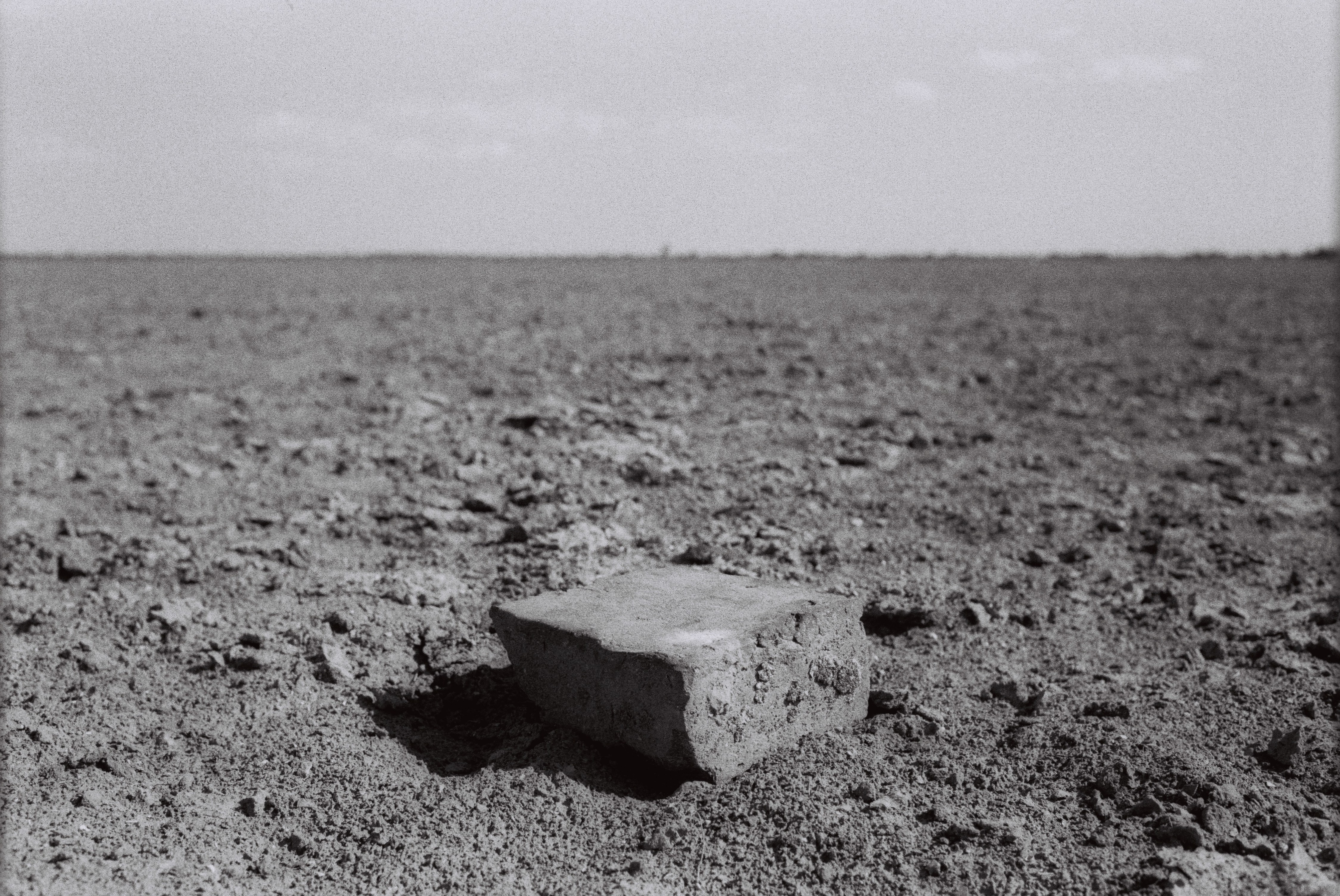
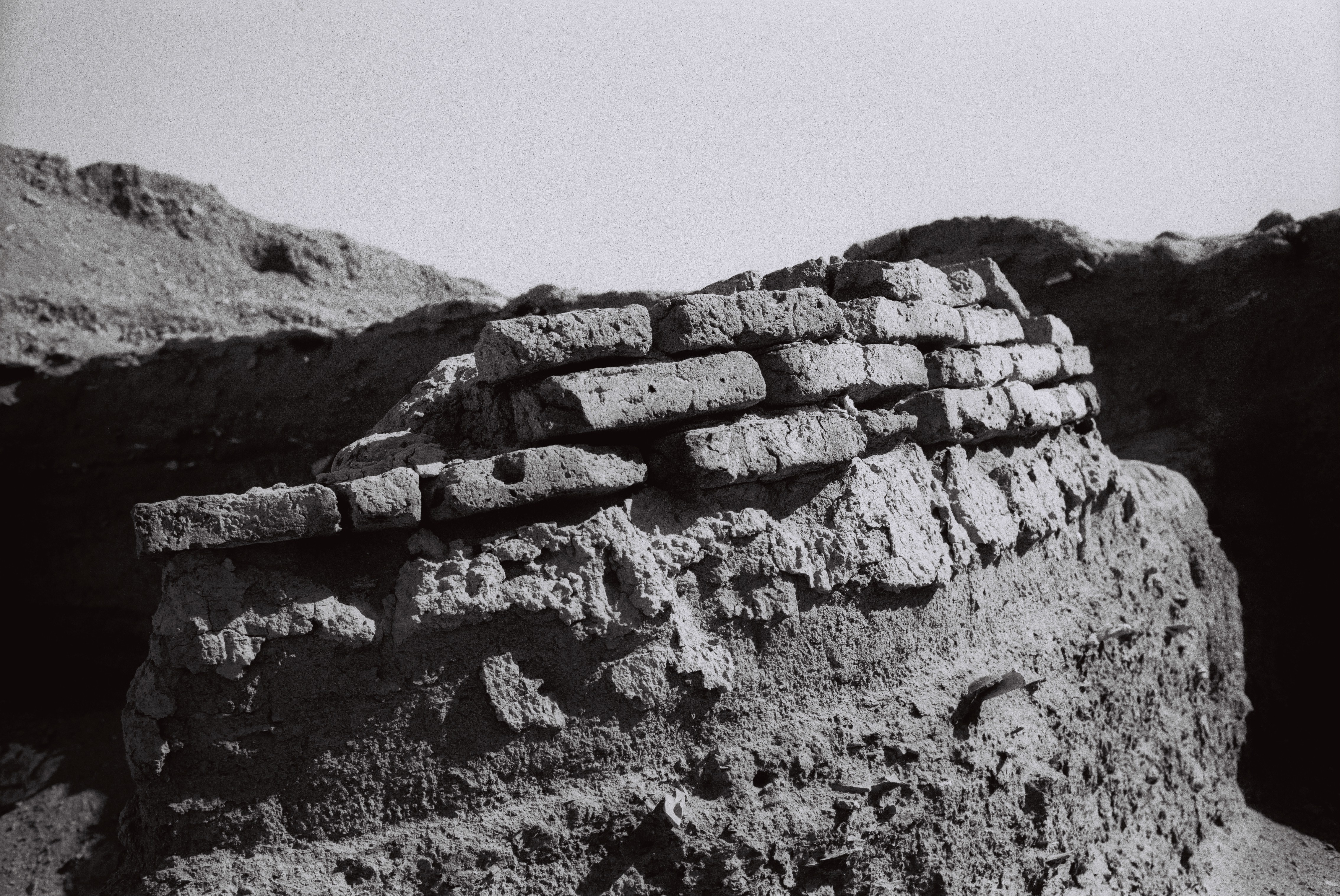
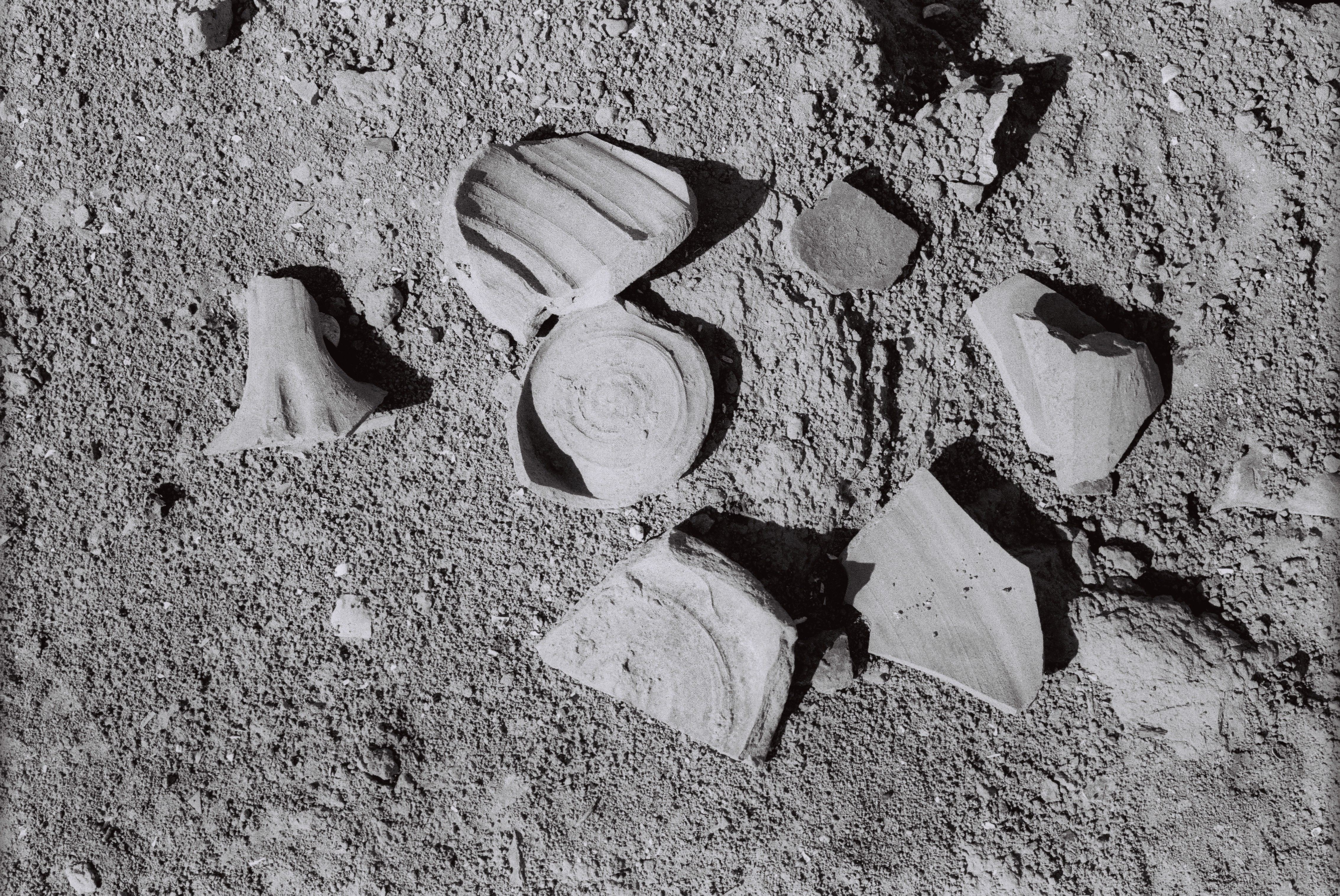
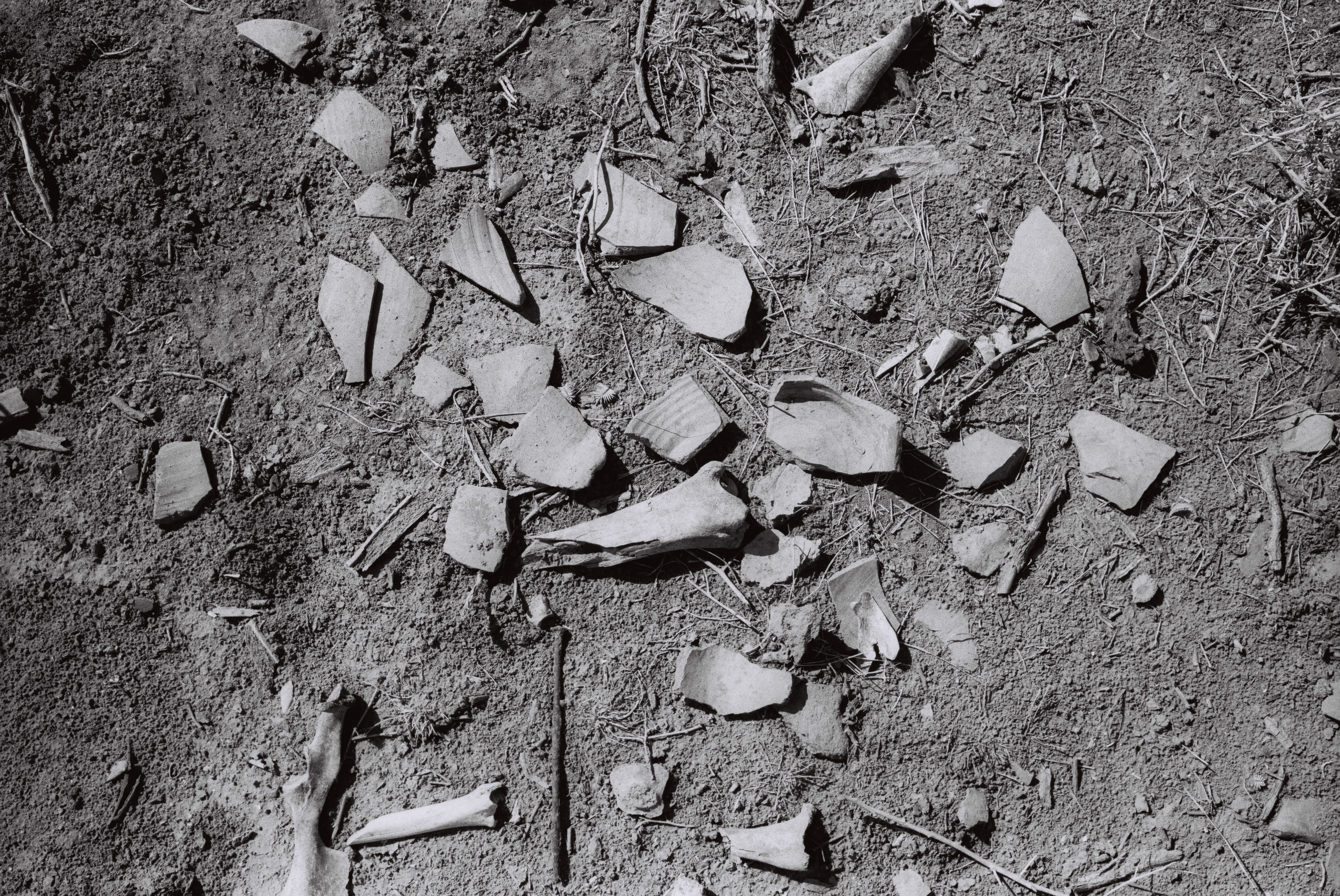